# Ray (曲)
「Ray」（レイ）は、lego big morlの楽曲である。1枚目のシングルとして2008年12月10日に発売された。

## 解説
タワーレコードとツタヤレコードは3ヶ月期間限定生産、発売された。

## 収録曲
1. Ray
  - フジテレビ系土曜ドラマ『赤い糸』挿入歌
  - 松竹配給映画『赤い糸』挿入歌
2. nice to –Black Jaxx Remix-

## カバー作品
Ray
- 柴咲コウ - 2010年にベストアルバム『Love&Ballad Selection』に収録し、2012年のライブツアー『Ko Shibasaki Premium Live Tour 2012』ではセットリストに載せ、ライブでも披露した。さらに2017年リリースの『 KO SHIBASAKI ALL TIME BEST 詠』 で再びカバー・ベストアルバムに収録した。